# Zeugopterus punctatus
Espèce
Synonymes
- Pleuronectes punctatus Bloch, 1787[1]

Zeugopterus punctatus, communément appelé Targeur, est une espèce de poissons plats marins appartenant à la famille des Scophthalmidae. C'est le seul poisson plat à pouvoir se coller sur une paroi verticale ou même un surplomb.

## Galerie

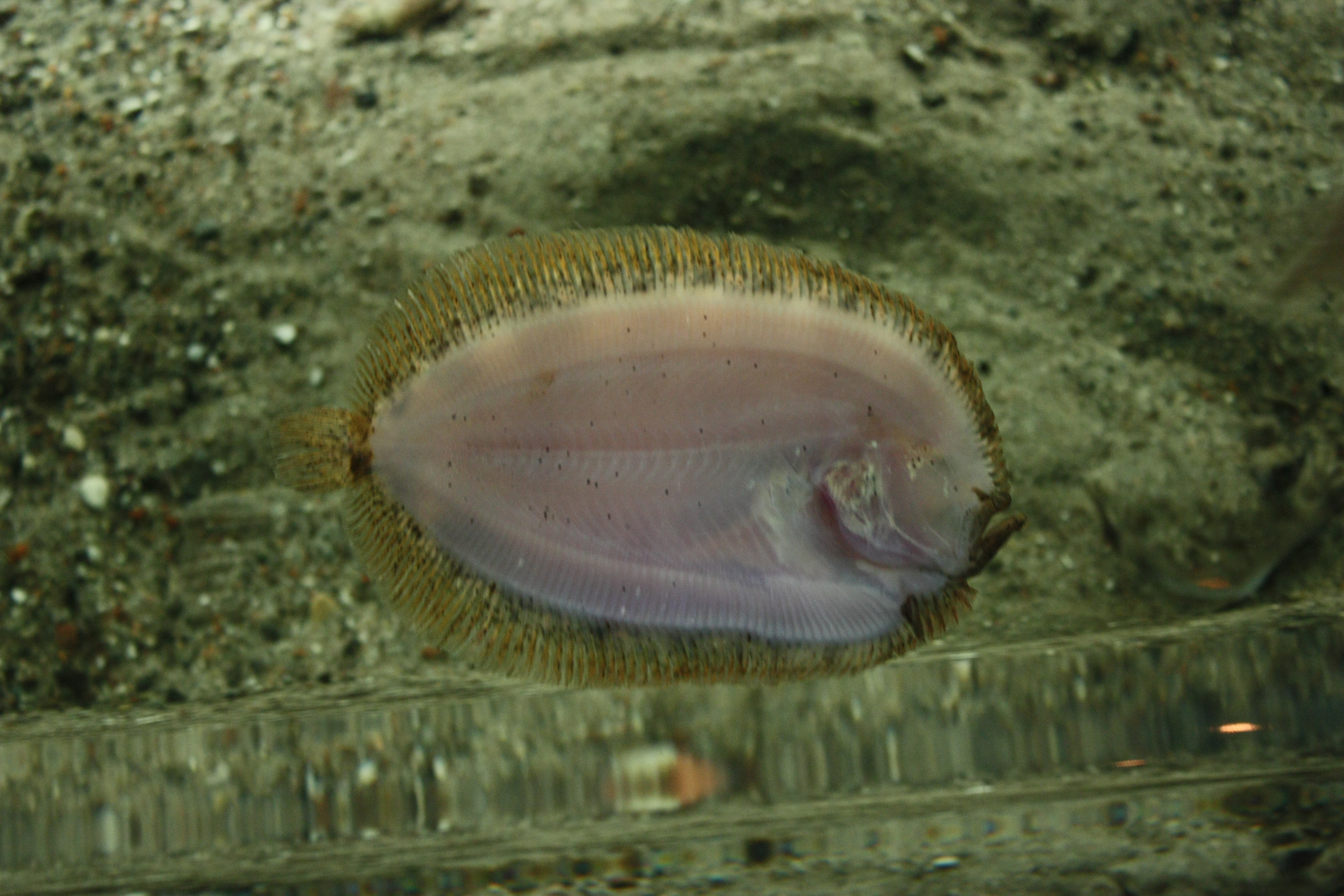
Vue ventrale de Zeugopterus punctatus